# Bexagliflozine
La bexagliflozine est un médicament antidiabétique oral.

## Mode d'action
Le médicament appartient à la classe des gliflozines, inhibiteur du cotransporteur sodium-glucose de type 2.

## Usage médical
La bexagliflozine est un médicament utilisé pour traiter le diabète de type 2. Elle est utilisée en association avec un régime alimentaire et de l'exercice physique. Elle est prise par voie orale.
Il est également utilisé, au moins aux États-Unis, en médecine vétérinaire pour le traitement par voie orale du diabète du chat.

## Effets secondaires
Les effets secondaires courants comprennent les infections vaginales à levures, les infections urinaires ou l'augmentation de la miction. Les effets secondaires graves peuvent comprendre l'acidocétose diabétique, l'amputation d'un membre, l'hypoglycémie, la gangrène de Fournier ou des problèmes rénaux. L'utilisation n'est pas recommandée pendant la dernière partie de la grossesse.

## Histoire
La bexagliflozine a été approuvée pour un usage médical aux États-Unis en 2023,.